# Siloamtunnel
De Siloamtunnel (נִקְבַּת השילוח, Nikbat HaShiloah), ook wel de Hizkiatunnel genoemd, is een tunnel die in de oudheid onder Jeruzalem was gegraven. Mogelijk is de tunnel door de Judeese koning Hizkia gegraven omstreeks het einde van de 8e en het begin van de 7e eeuw v.Chr.

## Geschiedenis
Volgens het verslag in de Bijbel doorzag koning Hizkia de plannen van de Assyriërs om Jeruzalem te belegeren en blokkeerde hij daarom de "bovenste bron van de wateren van Gihon", waarop hij het water via de betreffende tunnel naar de Vijver van Siloam geleidde, in het westen van de stad. Op deze manier waren de inwoners van Jeruzalem verzekerd van water, terwijl het Assyrische leger, onder leiding van koning Sanherib, het zonder moest stellen.

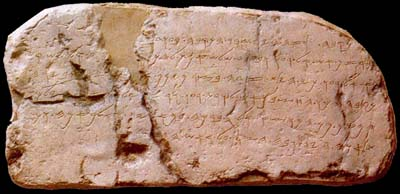
De Siloaminscriptie

Een inscriptie in de tunnel, de Siloaminscriptie genoemd, verhaalt hoe twee werkploegen de tunnel aan weerskanten uitgroeven om elkaar vervolgens in het midden te treffen. Helaas is een groot deel van de inscriptie onleesbaar en bevatte het meer details over de aanleg van de tunnel. De tunnel zelf laat zien dat er enkele fouten werden gemaakt bij het bepalen van de richting. Mogelijk groeven de bouwploegen op aanwijzing van twee bovengrondse teams die door middel van klopgeluiden de richting aangaven.

## Beschrijving

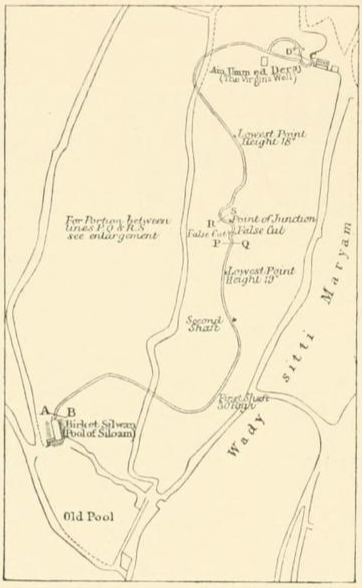
Tracé

De tunnel is 533 meter lang en heeft een hoogteverschil van 30 centimeter. Archeologen vonden de Siloaminscriptie in de tunnel op ongeveer zes meter afstand vanaf de Vijver van Siloam. De inscriptie wordt gewoonlijk gedateerd rond 700 v.Chr., wat inderdaad ongeveer in de tijd van de regering van koning Hizkia was. Onderzoek van Frunkin, Shimron en Rosenbaum naar de C14-datering van plantenresten in het pleisterwerk op de tunnelwand bevestigt deze datering globaal. Reich en Shukron stellen evenwel dat de tunnel enkele decennia ouder is en dus iets vóór de tijd van Hizkia moet zijn aangelegd.

## Ontdekking
De tunnel werd al beschreven door Franciscus Quaresmius in 1625. In 1838 werd de tunnel verkend door de Amerikaanse bijbelonderzoeker Edward Robinson en in 1865 door Charles Warren. In 1871 werd door Warren voor het eerst de ontdekte tunnel geassocieerd met koning Hizkia.